# Колібрі-смарагд винногрудий
Колі́брі-смара́гд винногрудий (Riccordia bracei) — вимерлий вид серпокрильцеподібних птахів родини колібрієвих (Trochilidae), що був ендеміком острова Нью-Провіденс, головного в групі Багамських островів.

## Опис
Довжина птаха становила 9,5 см, довжина крила 11,4 см, довжина хвоста 2,7 см. Дзьоб був чорним, дещо вигнутим і загостреним, лапи були чорними. спина мала бронзов-зелений відтінок з золотистим відблиском. Голова була такого же кольору, як і спина, однак без золотистого відблиску. За очима були білі плями. Горло мало райдужний синьо-зелений відблиск. Живіт був зеленим, пера на ньому мали попелясто-сірі кінчики. Крила мали пурпуровивий відтінок, стернові пера були зеленуватими. Пера на гузці були сірими з легким коричнюватими відтінком з країв.

## Статус і збереження
Протягом більш ніж ста років винногрудий колібрі-смарагд був відомий лише за типовим зразком, самцем, який був застрелений колекціонером Льюїсом Джонесом Найтом Брейсом 13 липня 1877 року приблизно в трьох милях (4,8 кілометрах) від Нассау на острові Нью-Провіденс. Шкіра (яка, на жаль, була сильно пошкоджена на горлі) зараз знаходиться в Смітсонівському інституті у Вашингтоні в США. Цей вид тривалий час ігнорувався орнітологами. У 1880 році він без будь-яких коментарів був визначений як синонім кубинського колібрі-смарагда (Riccordia ricordii). До 1930-х років унікальний статус голотипу не був розпізнаний, оскільки птаха вважали незвичним зразком кубинського колібрі-смарагда, який випадково потрапив на Нью-Провіденс. 
Американський орнітолог Джеймс Бонд був першим, хто вказав на відмінності між R. ricordii і R. bracei. У 1945 році він розділив R. ricordii і визначив R. ricordii bracei як окремий підвид. Порівноно з кубинським колібрі-смарагдом, екземпляр з Нью-Провіденса був меншим, мав довший дзьоб і інше оперення. 
У 1982 році палеоорнітологи Вільям Хілгартнер і Сторрс Лавджой Олсон знайшли викопні рештки трьох видів колібрі у плейстоценових відкладеннях в печері на Нью-Провіденсі. Це були багамський колібрі-аметист (Nesophlox evelynae), кубинський колібрі-смарагд (Riccordia ricordii) та інший вид, який пізніше був ідентифікований як Riccordia bracei. Це стало доказом того, що Брейс відкрив новий вид колібрі, який мешкав на Нью-Провіденсі з плейстоцену. Він сформував реліктову популяцію, і вимер наприкінці 19 століття, ймовірно, через знищення природного середовища.